# Bandera de Tristán de Acuña
La bandera de Tristán de Acuña es el símbolo principal del archipiélago Tristán de Acuña en el Reino Unido. Fue adoptada el 20 de octubre de 2002 a través de una proclamación oficial de la misma hecha por el gobernador británico de Santa Elena bajo Real Orden de Isabel II del Reino Unido. Hasta esa fecha, se usó como enseña la bandera de Santa Elena, de la cual dependía administrativamente.
Esta bandera es una enseña azul británica, en la que figura la Union Jack en el cantón e incorpora el escudo de Tristán de Acuña en el lado más alejado del mástil. El escudo de Tristán de Acuña es un campo partido de azur (color azul) y plata (color blanco) en el que figuran dos albatros de plata en su mitad superior y dos de azur en la inferior que reproduce el diseño de un espejo con las figuras e invierte los colores de la superior. En el centro del escudo figura un losange (rombo) de plata en su mitad superior y de azur la inferior. A los lados del escudo, sosteniéndolo, aparecen representadas dos langostas, especie que se pesca en estas islas. 
La enseña azul es la bandera utilizada con más frecuencia por las dependencias británicas y algunas instituciones británicas de carácter gubernamental. Algunos países que son antiguas colonias del Reino Unido, como Australia o Nueva Zelanda, han mantenido el diseño de la enseña azul en sus banderas nacionales.
- Datos: Q818665
- Multimedia: Flags of Tristan da Cunha / Q818665